# New York City Police Department Emergency Service Unit
Die New York City Police Department Emergency Service Unit ist die Emergency Service Unit des New York City Police Department.
Als Teil der Special Operations Division des  Patrol Services Bureau ist die Einheit für Sondereinsätze und die Unterstützung anderer Polizeieinheiten im Stadtgebiet von New York City zuständig. Die Hundestaffel wird beispielsweise bei der Suche nach Tatverdächtigen sowie vermissten Personen eingesetzt. Die ESU übernimmt weiterhin die Aufgaben einer SWAT-Einheit und kommt somit zum Beispiel bei Geiselnahmen zum Einsatz. Ebenso gehören Verhörspezialisten, welche für die Vernehmung von Geiseln ausgebildet wurden, zur ESU.
Die Beamten der ESU wurden in verschiedensten Polizei- und Rettungstechniken ausgebildet. Zehn sogenannte Heavy Rescue Trucks („Schwere Rettungs LKW“) fahren die gesamte Zeit über die Stadt verteilt Streife. Diese sind mit einem normalen Polizeibeamten und einem Sergeant besetzt. Dazu kommen häufig mehr als doppelt so viele Fahrzeuge der Radio Emergency Patrol, dessen Besatzung aus zwei Polizeibeamten besteht. Zusätzlich sind zwei oder mehr Sergeants oder Lieutenants in Zivilfahrzeugen unterwegs, welche ESU-Einsätze jederzeit überwachen und unterstützen können. Diese werden im Polizeifunk als U-Cars bezeichnet.

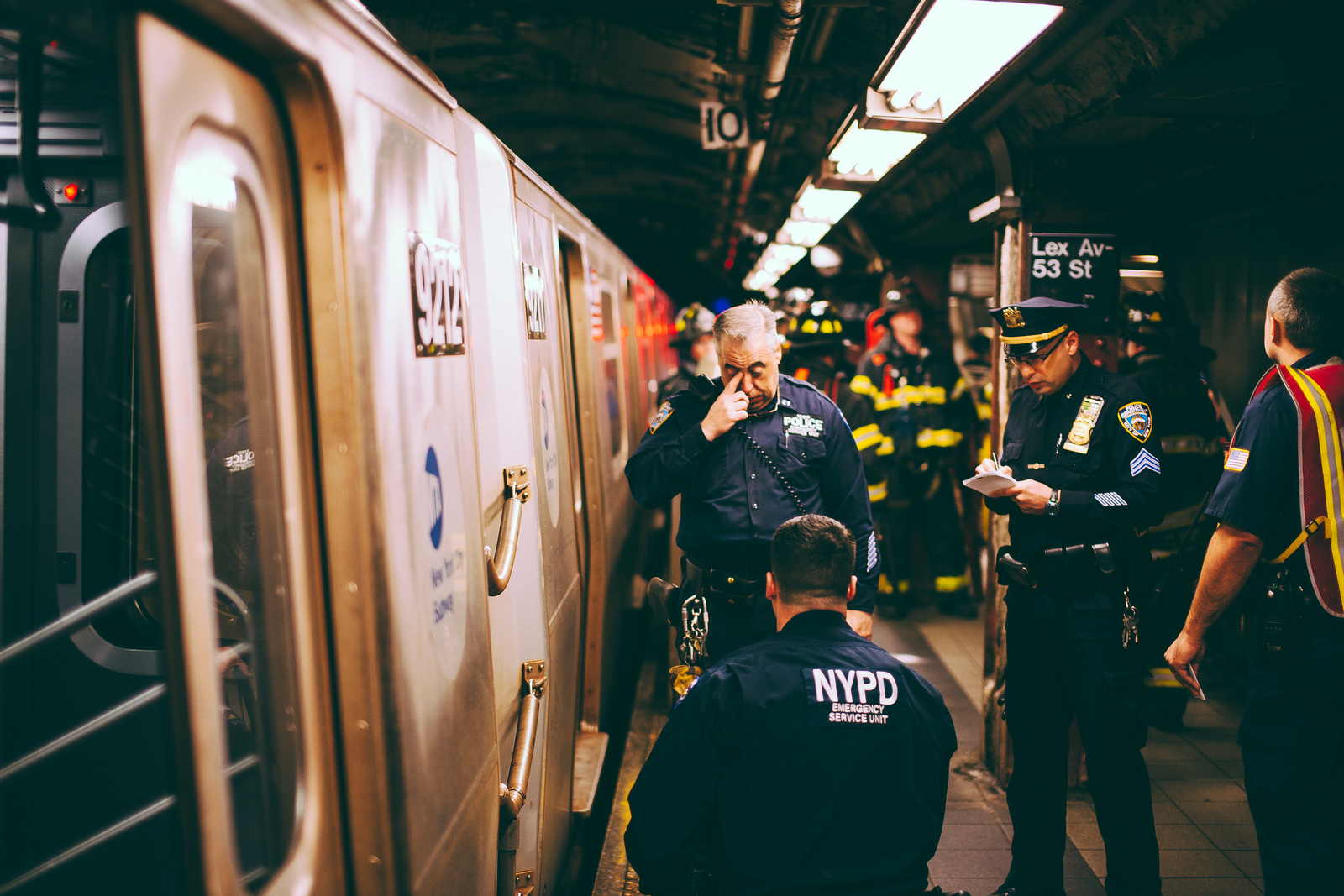
Beamte der ESU ermitteln in einem New Yorker U-Bahnhof, wo das NYPD als Bahnpolizei zuständig ist

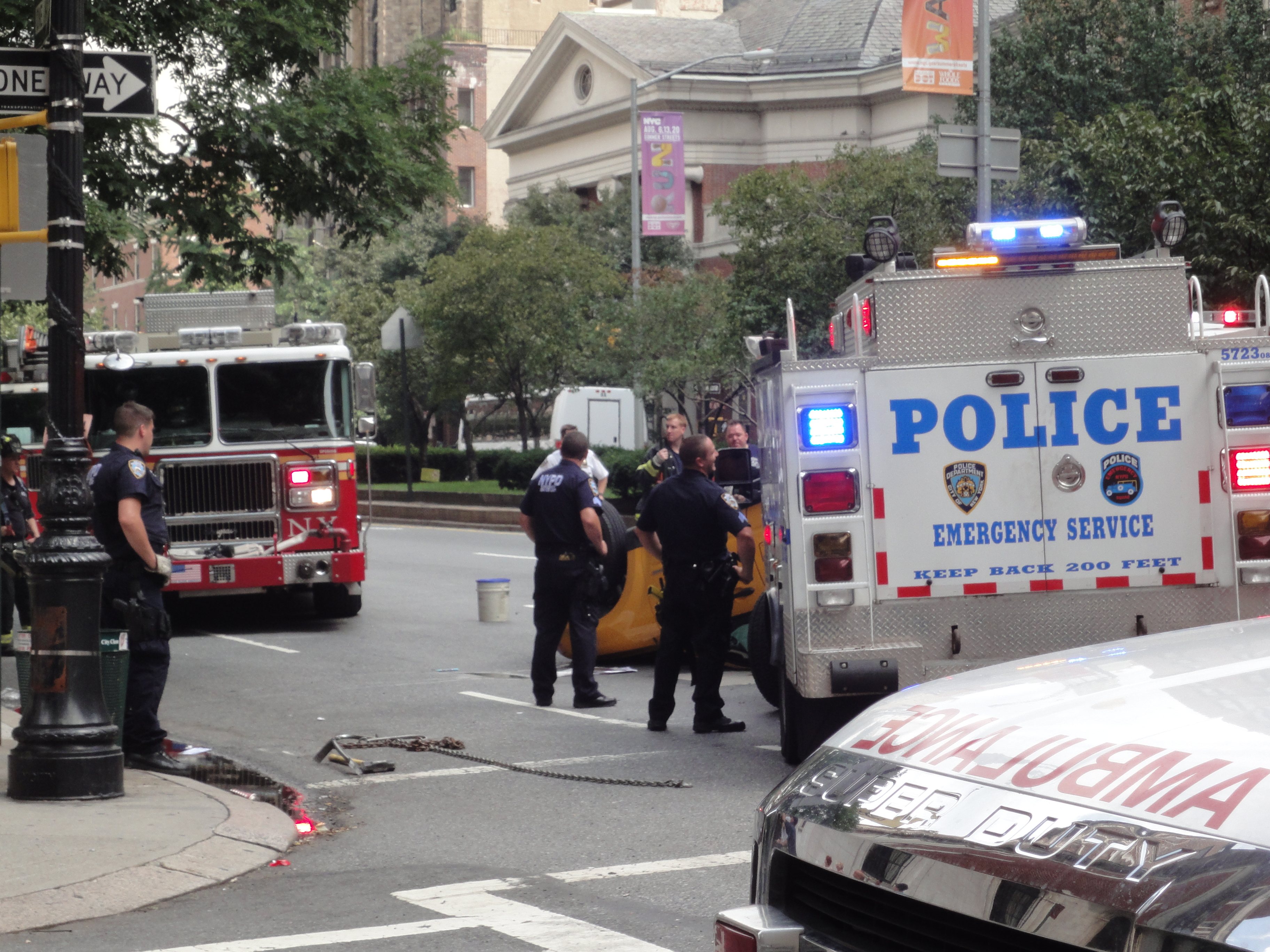
Die ESU kann mit anderen Hilfsdienste und Behörden parallel arbeiten

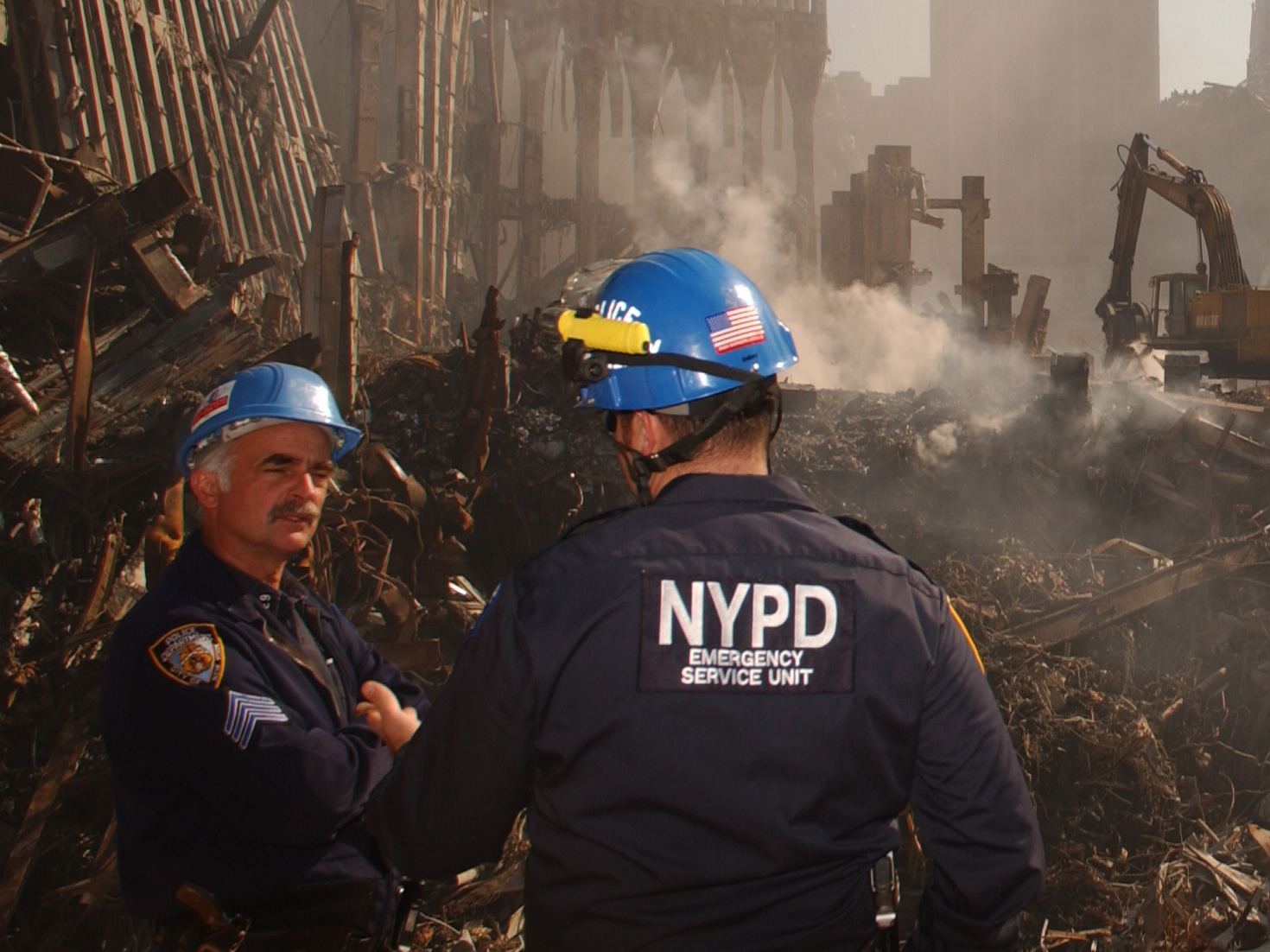
ESU-Beamte bei einer Rettungsaktion während der Terroranschläge vom 11. September 2001

## Unterteilung und regionale Zuweisung
Die zehn Emergency Service Squads (ESS) sind geographisch folgendermaßen verteilt:
- ESS-1 (Lower Manhattan),
- ESS-2 (Upper Manhattan),
- ESS-3 (Ost- und Süd-Bronx),
- ESS 4 (West- und Nord-Bronx),
- ESS-5 (Staten Island),
- ESS-6 (Süd-Brooklyn),
- ESS-7 (Ost-Brooklyn),
- ESS-8 (Nord-Brooklyn) – REP-LKW,
- ESS-9 (Süd-Queens) – Heavy Rescue Truck,
- ESS-10 (Nord-Queens) – REP-LKW
- ESS-11 (Dem Hauptquartier zugewiesen)
- ESS-14 Gefahrgut/Rettungs-Zug

ESS-11 ist keine reguläre Streifendienst-Einheit, sondern ein beim ESU-Hauptquartier in Floyd Bennett Field stationiertes Fahrzeug, welches mit Trainern und Unterstützungseinheiten besetzt ist. ESS-11 dient zum Einsatz bei Notfällen in der Nähe sowie als Reserve für den Fall, dass andere Emergency Service Squads ausfallen.
Die Aufsicht über den Streifendienst führen Lieutenants, welche jeweils mehrere Trucks befehligen und entweder dem Bereich „U-5“ (Brooklyn, Queens & Staten Island) oder „U-4“ (Manhattan & Bronx) zugeordnet sind.
Die ESU Canine Unit verfügt über 36 Hundeführer-Teams. Diese verfügen über drei Bluthunde sowie diverse weitere Hunde, welche auch darauf trainiert wurden, Leichen aufzuspüren.
Die ESU Canine Unit ist Teil der Einheiten, die das städtische New York City Emergency Management aus Feuerwehr- und Polizeieinheiten zur „New York Task Force 1“ zusammenstellt. Diese erfüllt die Aufgabe des Urban Search and Rescue bei überregionalen Einsätzen unter Koordination der Federal Emergency Management Agency.

## Rekrutierung
Beamte, welche der Emergency Service Unit beitreten wollen, müssen über eine ausgezeichnete sportliche Verfassung verfügen und eine hohe psychische Belastbarkeit aufweisen.
Es besteht eine Mindestdienstzeit von fünf Jahren im regulären Dienst, bevor eine Bewerbung bei der ESU möglich ist, dabei muss die jährliche Dienstbewertung mindestens 3,5 betragen. Beamte im Rang eines Sergeants oder Lieutenants müssen diesen wenigstens zwei Jahre innehaben, bevor sie zum ESU wechseln können.
Zusätzlich müssen sich alle Bewerber von einer Gruppe aktueller ESU-Beamter bewerten lassen, welche sicherstellen sollen, dass die neuen Mitglieder erfolgreich in die Einheit integriert werden können.

## Im Dienst getötete Polizisten
Keine Einheit der New Yorker Polizei verlor bei den Terroranschlägen vom 11. September 2001 so viele Mitglieder wie die Emergency Service Unit. 14 der 23 damals getöteten Beamten gehörten der ESU an.

## Fahrzeuge
Die Emergency Service Unit verfügt über eine große Anzahl verschiedener Fahrzeuge, darunter:
- Elf Heavy Rescue Trucks, welche allgemein nur als „Trucks“ bezeichnet werden. Die Trucks 1–10 wurden von Saulsbury Fire Apparatus gebaut, Truck 11 von Ferrara Fire Apparatus.
- 40 Radio Emergency Patrol (REP) LKWs, welche für den regulären Streifendienst eingesetzt werden. In jedem REP-LKW befindet sich Taucherausrüstung, medizinische Notfallausrüstung und Werkzeuge für den hydraulischen Rettungseinsatz. Die REP-LKWs werden von Odyssey Specialty Automotive hergestellt
- Zwei Rettungswagen des ESU Medical Squad
- Zwei Lenco BearCat und zwei Lenco Peacekeeper Sonderwagen
- 14 transportable Lichtmasten mit zugehörigem Generator, welche über die Stadt verteilt sind. Weitere Generatoren über 60 kW, 90 kW, 100 kW und 200 kW werden bereitgehalten.
- Vier Lichtmastkraftwagen
- Mehrere Mobile Auxiliary Light Truck (MALT) mit 100 kW Generatoren
- Construction Accident Response Vehicles (CARV), welche bei Unfällen zur Stabilisierung einsturzgefährdeter Gebäude und zur Rettung eingeschlossener Personen verwendet werden.
- Emergency Support Vehicle (ESV), welche unter anderem über ein Schlauchboot und aufblasbare Rettungskissen verfügen.
- Sechs Jetskis sowie diverse Schlauchboote, welche im Normalfall anderen Einheiten des NYPD zugewiesen sind.

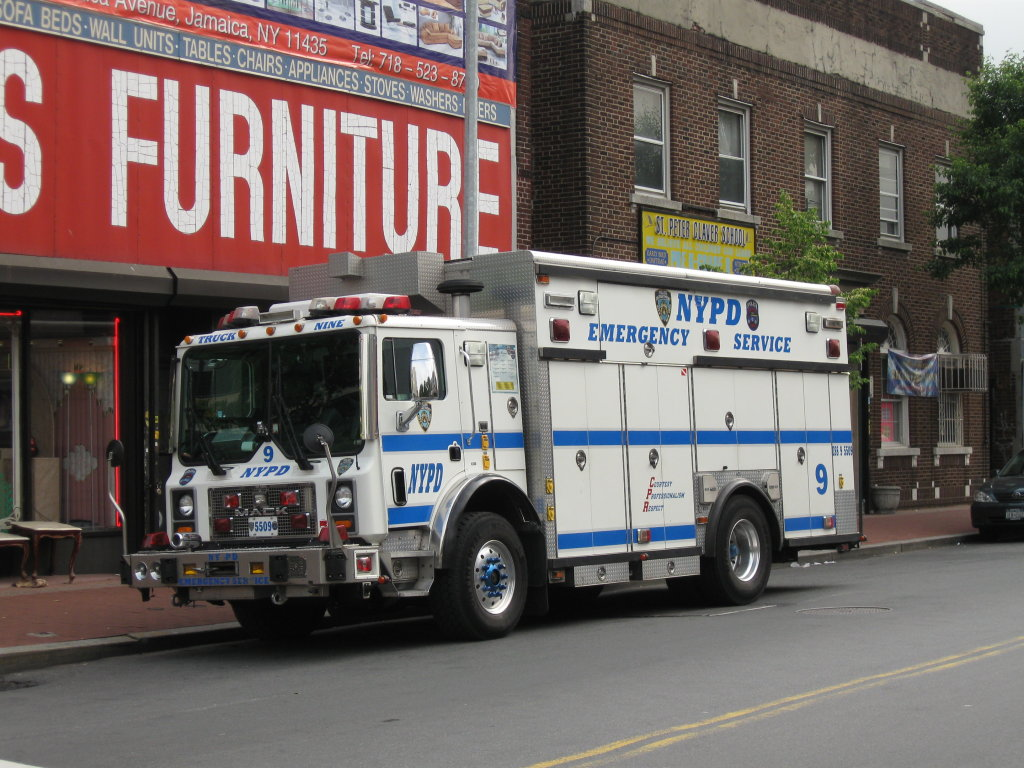
Heavy Rescue Truck Nr. 9
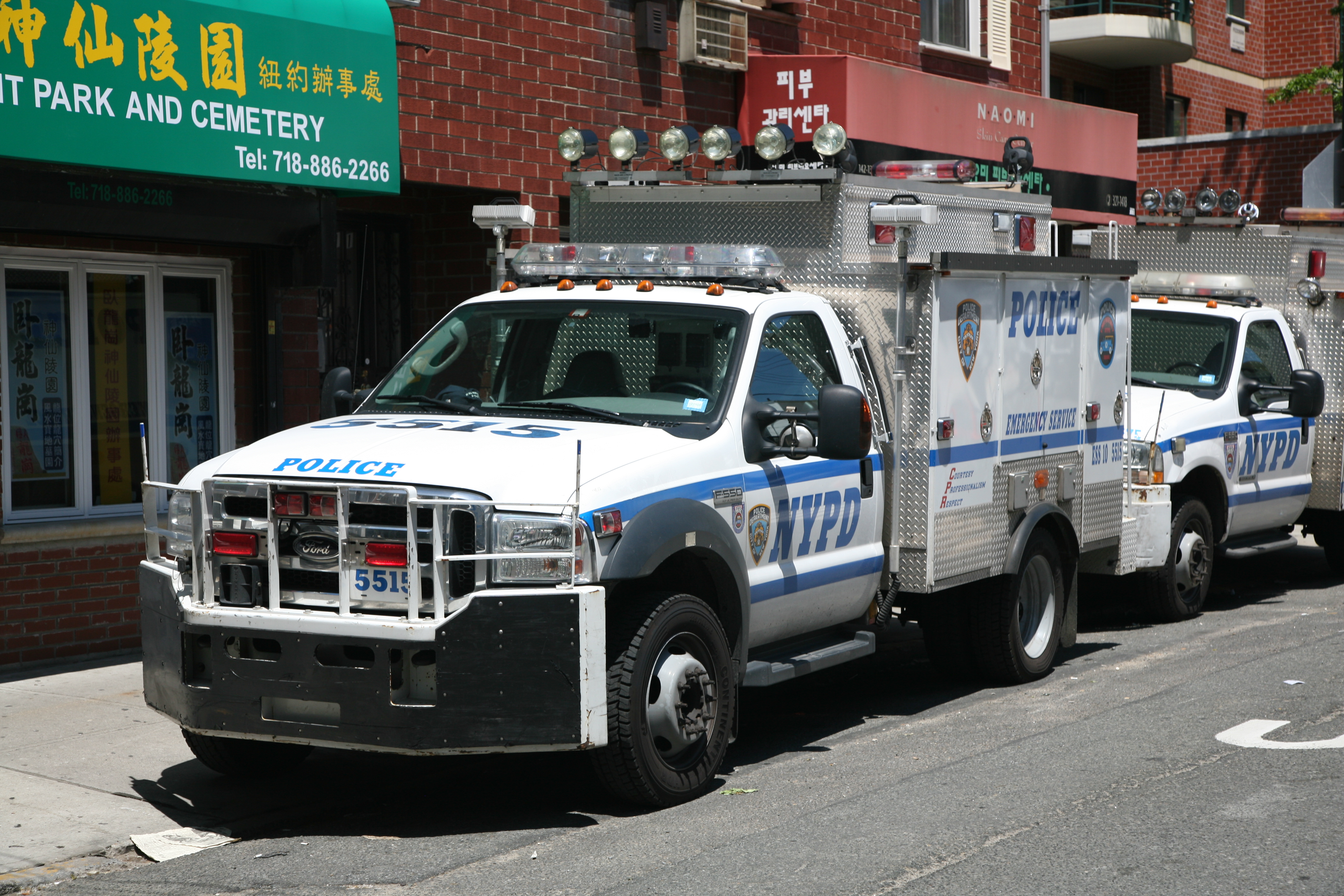
2 Radio Emergency Patrol trucks des ESS-10
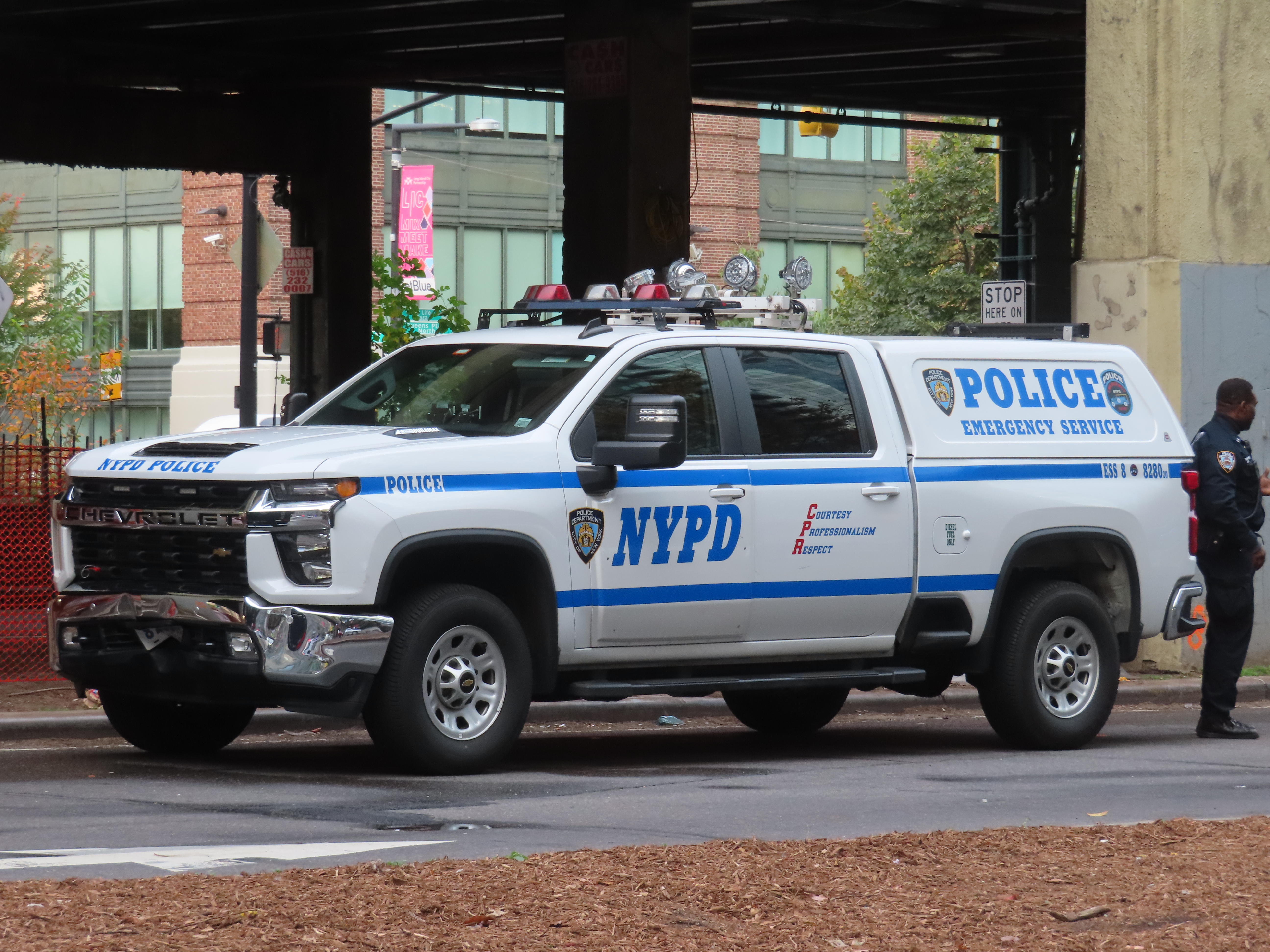
Fahrzeug des ESS-8 (2022)